# Romeo Okwara
Romeo Chidozie Okwara (Lagos, 17 giugno 1995) è un ex giocatore di football americano nigeriano che ha militato nel ruolo di defensive end per otto stagioni nella National Football League (NFL), prima con i New York Giants e poi con i Detroit Lions. Al college ha giocato per Notre Dame.

## Carriera

### New York Giants
Okwara firmò con i New York Giants dopo non essere stato scelto nel Draft il 6 maggio 2016. Disputò la prima gara come titolare sostituendo Jason Pierre-Paul nella vittoria per 10–7 sui Dallas Cowboys dell’11 dicembre 2016.
Il 17 ottobre 2017 Okwara fu inserito in lista infortunati per un problema a un ginocchio. Tornò nel roster attivo il 19 dicembre.
Il 4 settembre 2018 Okwara fu svincolato dai Giants.

### Detroit Lions
Il 5 settembre 2018 Okwara firmò con i Detroit Lions. Il 7 ottobre 2018, contro i Green Bay Packers, Okwara mise a segno un sack con cui forzò un fumble sul quarterback Aaron Rodgers, recuperando egli stesso il pallone. Quell’anno disputò 15 partite, tutte come titolare, con 39 tackle e guidando la squadra con 7,5 sack.
Il 1º marzo 2019 Okwara firmò un nuovo contratto di due anni con i Lions.
Il 2 agosto 2020 Okwara fu inserito nella lista degli infortuni non legati al football all’inizio del training camp. Fu attivato il 14 agosto 2020.
Nella settimana 7 della stagione 2020 contro gli Atlanta Falcons, Okwara mise a segno due sack su Matt Ryan, incluso uno con cui forzò un fumble, nella vittoria per 23–22.
Nella settimana 15 contro i Tennessee Titans fece registrare un sack su Ryan Tannehill nella end zone dando luogo a una safety nella sconfitta per 46–25. La sua stagione 2020 si chiuse con 10 sack, mentre il resto della difesa dei Lions ne fece registrare solo 14.
Il 17 marzo 2021 Okwara firmò un contratto triennale da 39 milioni di dollari con i Lions.
Il 5 ottobre 2021 Okwara fu inserito in lista infortunati a causa della rottura del tendine d'Achille.
Il 23 agosto 2022 Okwara fu inserito in lista infortunati per l’inizio della stagione. Fu attivato il 3 dicembre.

### Ritiro
Il 19 marzo 2024 Okwara, terminato il contratto con i Lions e diventato free agent, annunciò il suo ritiro dal football professionistico.